# NEKO NEKO Software
NEKO NEKO Software（ねこねこソフト）是Soldier Blue有限公司（舊合名會社貓貓軟件）的成人遊戲品牌，總部設於日本埼玉縣的所澤市。戲畫PB成員。同人軟件社團「STAGE NANA」為基礎而組成。

## 概要
在成人游戏业界当中如今仍是有着独特存在感的制作商，但是以2006年5月26日發售的《Scarlett》作为最终的作品后，於同年10月1日停止活動。但是，由於下述的「棉花軟件」同屬Soldier Blue，因此公司并不是因此清算了。
活動停止前最後的官方活動是參加於2006年8月11日至13日舉行的Comic Market70。於2008年7月時仅在官方网页上发售的同好向CD集「Neko Sound Collection」為其最後製品。
另外，發表活動停止通告之后，官方網頁直至2006年10月仍繼續更新，在10月1日以後只留下主頁、修正檔下載、素材和MMR日記（製作人員日記）取代原來網頁（作為「有任何消息時作為通告」，TOP繪和MMR日記仍遇而更新中）。
由於貓貓軟件的製作人員大部份都有意繼續製作遊戲，因此成立了以為重心的新品牌「棉花軟件」。但是，原团队中的片岡智當初由於打算移民美國而沒有加入。
自停止活动经过一年9个月的空白后的2008年7月16日，猫猫软件在官方網頁發表了再次活動的消息（再开日期是2008年7月15日）。表示今後「認為有想做的作品、符合可做的情況、又最適合作為PC品牌」時，即以貓貓軟件名義製作新遊戲。
从2008年11月30日起，以本公司售卖的方式再次发行了过去作品的一部分和《neko sound collection》。2009年6月30日开设了offical download store，开始贩卖一部分过去的软件。这部分的软件与之前的邮购有所不同，没有预约的期限。再次贩卖的软件还对应了Windows Vista。
2009年9月18日贩卖了活动再开后的第1作《空色》，2011年4月8日贩卖了第2作《White 〜blanche comme la lune〜》。
2014年4月，为纪念猫猫软件15周年，设立了为萌系工口特化了的新品牌《こねこソフト》。2015年1月30日，猫猫软件15周年纪念作《すみれ》预定发售。

## 特徵

### 
角色屬性的一種，幾乎在所有貓貓軟件的遊戲中都有此屬性的角色登場，笨手笨腳而又天然呆的角色會被稱呼為。
以下為各個作品中被稱呼為的角色。
- White ～痛苦的碎片～ – 宮原和泉（初代）
- 銀色 - 狹霧（亞種）
- 水色 – 早坂日和（也叫第2代，King of 、日和老師／移植版中追加的攻略路線中的日和叫）
- 朱 – 秋秋（亞種）
- 120元之夏 – 夏美（最初沒有名字時，亦叫或者）
- 彈珠汽水 - 近衛七海（第3代繼承者，亦叫七海老師）、佐倉裕美（僅為移植版的「新佐倉」）
- SANARARA – 椎名希未（雖然度低，但亦叫希未老師）
- Scarlett - Amelia Weeksite（稍微，或者叫子爵）

因應角色而有「度」的差別。2006年3月16日在網上免費發佈的中收錄「程度榜 2006年版」，因應度以作了以下的順名。
(MAX) 早坂日和 > 宮原和泉 > 近衛七海（以上3位是「王族老師」） > 新佐倉 > Amelia（“子爵”程度） > 夏美 > 椎名希未 > 新（移植版的早坂日和） > 秋秋 > 狹霧 (MIN)

### 回饋CD
給貓貓軟件的Fans Club「孤單Fans Club」會員不定期贈送的CD。其最大特徵為完全免費。

### 回饋CD列表
- White 回饋FD
- 銀色 感謝CD
- 水色 回饋CD1
- 水色 回饋CD2
- FC 回饋CD1
- FC 回饋CD3
- FC 回饋CD4
- FC 回饋CD5（有銀色完全版（無聲）同封版和沒有同封兩種）
- FC 回饋CD5.5
- Fans Club用小冊子
- FC 回饋CD6

（缺少了回饋CD2。製作人員之一的片岡智由於數錯在Comike中限定分派的東西（似乎與FC1的內容相近）的緣故）
White 回馈CD在邮递时有过向一部分用户发送了MAC格式化了的空白光碟的意外。

### Comic Market中出展
直到Comic Market第70回（2006年夏）為止皆在企業攤位出展，但常以「貓～貓軟件」或「貓貓軟～」等作為出展企業名稱。
又，出展時職員會穿著特製的衣服，上面印有「貓貓製作所」的字樣。2008年再次开展活动后，委托了棉花软体参加，现在共同出展。
条幅
2002年5月-2006年5月期间，在Sofmap的なんばザウルス1号館不定期挂起了猫猫软件的共计7条的条幅。挂起主要是用于游戏发售前的广告，但最初的条幅是因为人气投票优胜纪念而企划的。 
这些条幅中登场次数最多的角色是“カメ進藤”（经常在角落里小面积地出现）

## 作品列表
- 2000年1月28日 - White ～痛苦的碎片～（※以TGL內的「胡桃」品牌發售）
- 2000年8月31日 - 銀色
- 2001年4月13日 - 水色
- 2001年8月31日 - 銀色 完全版
- 2002年1月25日 - Neko NekoFans Disc
- 2003年6月13日 - 朱 -Aka-
- 2003年12月12日 - Neko Neko Fans Disc 2
- 2004年7月30日 - 彈珠汽水
- 2004年12月10日 - 麻雀
- 2005年4月29日 - SANARARA
- 2006年3月16日 - （網上免費發佈）
- 2006年5月26日 - Scarlett
- 2006年10月 - Neko Sound Collection（不是遊戲而是CD集，通販限定）
- 2009年9月18日 - 空色
- 2010年2月26日 - Neko Neko Fans Disc 3
- 2011年4月8日 - White ～blanche comme la lune～
- 2012年4月27日 - ゆきいろ 〜空に六花の住む町〜
- 2012年10月26日 - SANARARA R
- 2013年11月29日 - そして煌めく乙女と秘密5
- 2014年1月31日 - 麻雀2014
- 2014年5月30日 - 120円の春PC
- 2014年7月25日 - ねこまっしぐら〜ねこみみカフェへようこそ〜（以「こねこソフト」品牌的名义）
- 2015年5月29日 - すみれ
- 2017年1月27日 - 彈珠汽水2
- 2017年10月27日 - ルリのかさね ～いもうと物語り～
- 2018年12月21日 - Neko Neko Fans Disc 4
- 2021年12月24日 - 20周年ねこコンプ（包括20年来所有活动的作品）
- 2022年1月28日 - 神之国的魔法使

## 主要參加製作人員
粗體字代表示在仍為棉花軟件製作人員
原畫
- - 現在仍在戲畫活躍中
- 秋乃武彥
- 葵渚 - 現在為CELLWORKS的品牌「TRUST」所屬
- 綾瀨悠
- 神代舞
- u-r

劇本
- 秋津環
- 海富一
- 中森南文里
- 高嶋榮二

## 備註
1. ↑  .   [2008-08-04]. （原始内容存档于2008-09-16）.
2. ↑  .   [2008-08-04]. （原始内容存档于2008-10-15）.
3. ↑  .   [2015-01-16]. （原始内容存档于2014-12-13）.

## 関連項目
- 棉花軟件
- 埼玉連合（總公司同設於埼玉縣的CIRCUS、Witch的聯合體）
- 片岡智（貓貓軟件的代表劇本作家）
- 120元之春 ¥120 Stories
- 蒼樹梅

## 外部連結
- 官方网站
- （同好網站，主要是繼承過去貓貓軟件網頁上的官方BBS形式構成）